# Mecklenburgische Staatskapelle Schwerin

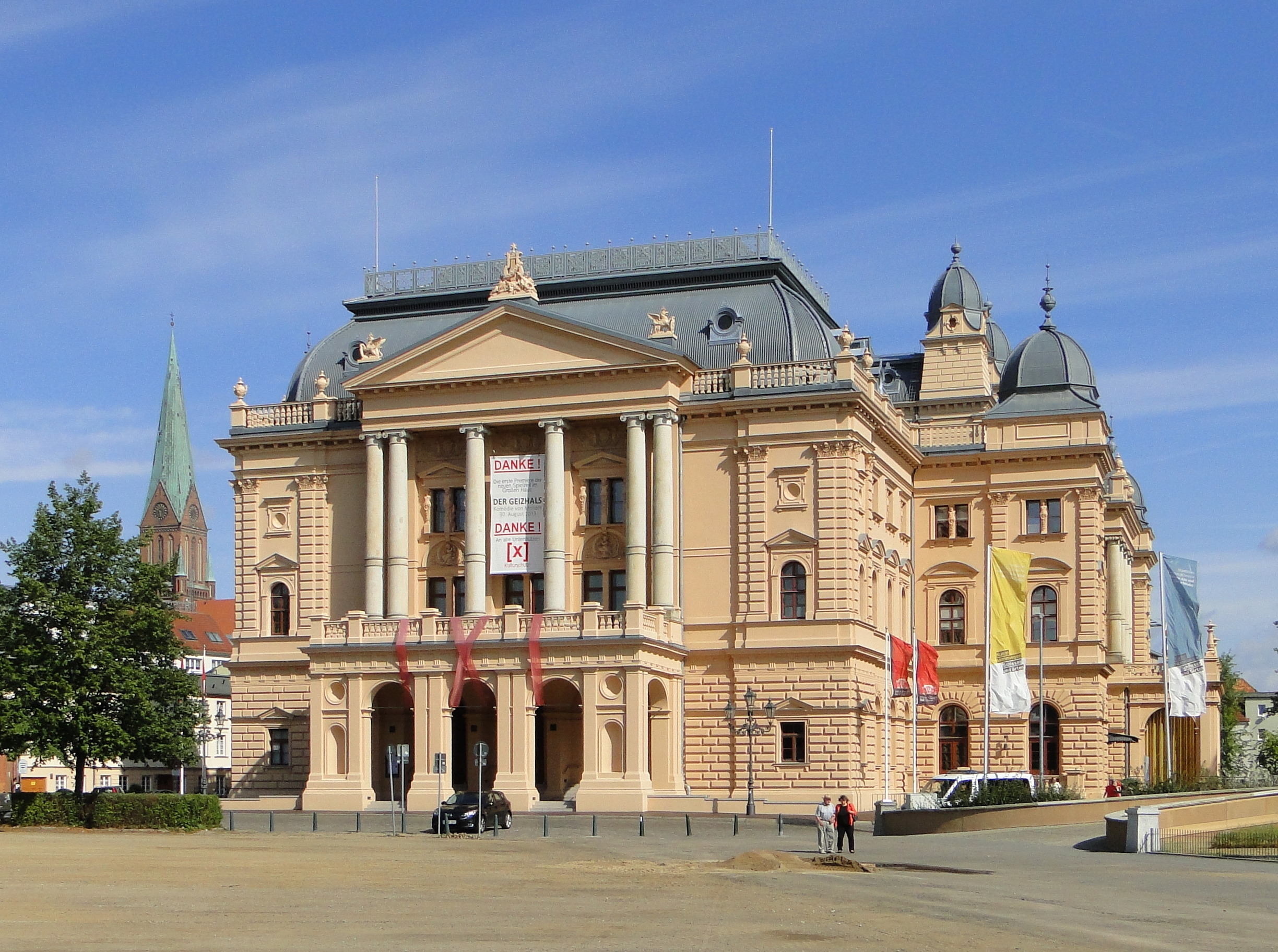
Mecklenburgisches Staatstheater in Schwerin, Großes Haus; die Hauptspielstätte der Mecklenburgischen Staatskapelle

Die Mecklenburgische Staatskapelle Schwerin ist das drittälteste Orchester Deutschlands. Es wurde ab 1563 etabliert und hat seinen Sitz in Schwerin, der Landeshauptstadt des deutschen Bundeslands Mecklenburg-Vorpommern.

## Geschichte
Am 17. Juni 1563 ließ Herzog Johann Albrecht I. von Mecklenburg-Schwerin die Einsetzung von David Köler aus Zwickau als Hofkapellmeister verkünden. Verbunden damit war die Aufgabe zur Schaffung einer „Hof-Cantorej“. Nachfolgende Hofkapellmeister waren Johannes Flamingus und Thomas Mancinus.

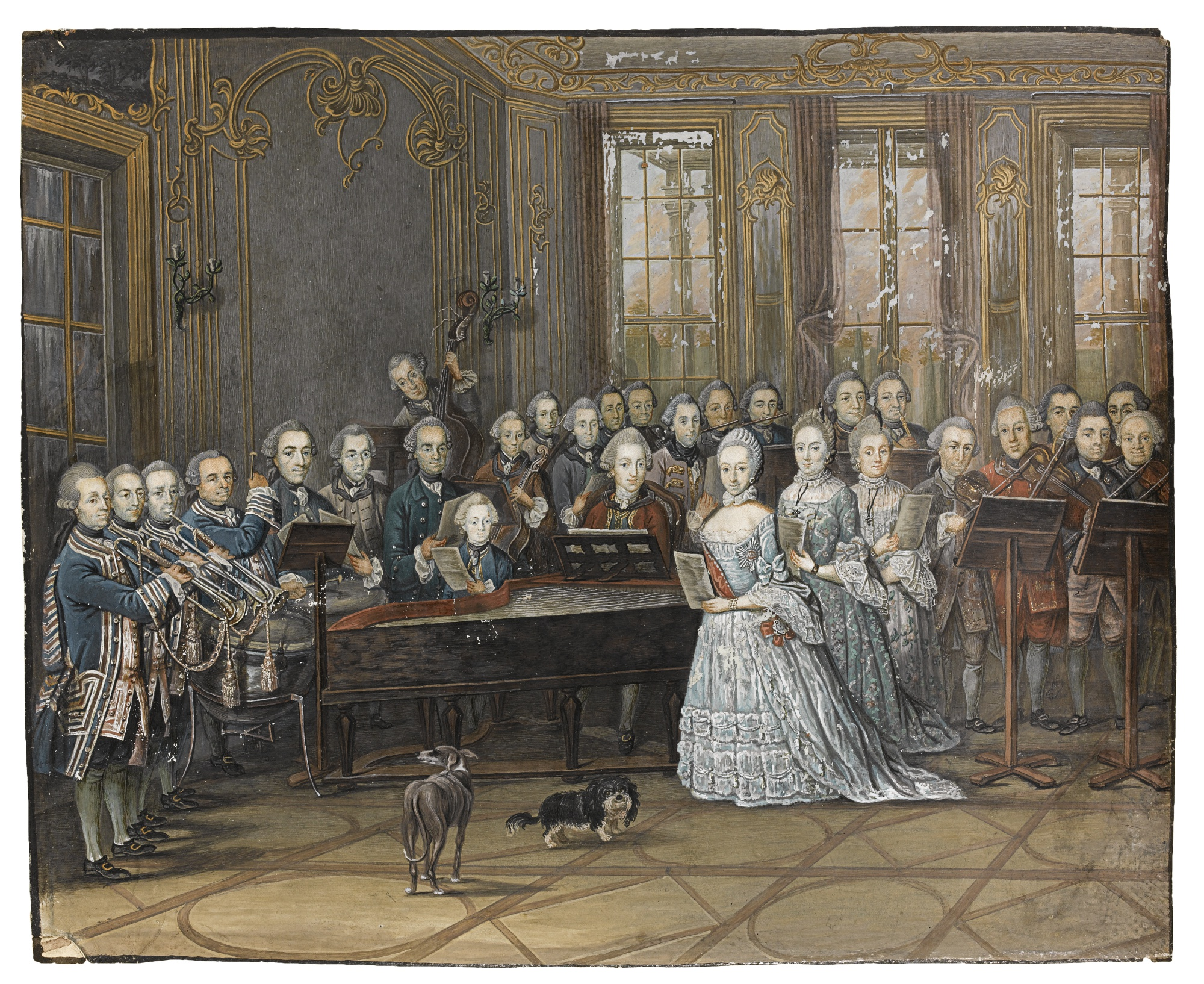
Die Ludwigsluster Hofkapelle bei einem Konzert 1770, Gouache von Leopold August Abel

Im Jahr 1701 bestand die Schweriner Hofkapelle aus 12 Instrumentalisten und man sprach von einer Neuformierung. Kapellmeister während dieser Zeit war Johann Fischer. Ab 1767 hatte die Hofkapelle ihren Sitz in Ludwigslust, da Herzog Friedrich der Fromme seine Residenz ins dortige Jagdschloss verlegte. In dieser Zeit entfaltete sich die Kapelle unter der Leitung des bis 1789 amtierenden Carl August Friedrich Westenholz zu einem weithin angesehenen Klangkörper. 1789 verpflichtete der musikliebende Herzog Friedrich Franz I. den Böhmen Franz Anton Rosetti, der als einer der bedeutendsten Komponisten seiner Zeit galt. Rosetti wirkte bis zu seinem Tode 1792 als Hofkapellmeister. 1803 wurde Louis Massonneau Leiter und Konzertmeister der Hofkapelle. Zumindest zeitweise, und regelmäßig seit dem Tod von Rosetti 1792 leitete auch Sophie Westenholz als Kapellmeisterin Konzerte der Hofkapelle vom Klavier aus, bis Louis Massonneau in sie herabsetzender Weise 1811 darauf bestand, vom Pult aus zu leiten.

## Hofkapelle und Musikfeste des Vormärz
Beim I. Mecklenburgischen Musikfest 1816 in Wismar musizierten bürgerliche Musikkreise und die Hofkapelle auf Initiative des Wismarer Bürgermeisters Karl von Breitenstern erstmals gemeinsam. Zentrale Veranstaltung dieses ersten Musikfestes war die Aufführung von Joseph Haydns Schöpfung in der Nikolaikirche mit 100 Chorsängern aus den umliegenden Städten. Nach der vorherigen Zurückhaltung höfischer Kreise war dies in Norddeutschland ein Durchbruch in Richtung auf mehr Gemeinsamkeit. In dieser Zeit fand das bürgerliche Musikleben in den größeren mecklenburgischen Städten zunehmend zur Organisation in Musikvereinen (Wismar (Oratorienchor, 1814), ähnlich in Rostock, Güstrow und Schwerin). Auch im benachbarten Lübeck hatte der Senator Röttger Ganslandt 1816 einen ersten Musikverein gegründet. Das Musikfest war die Initialzündung für Norddeutsche und für drei weitere Mecklenburgische Musikfeste. 1817 trat die Hofkapelle gemeinsam mit Lübecker Musikern erstmals im Rahmen einer Aufführung des Messias in der Lübecker Marienkirche auf. 1819 folgte das II. Mecklenburgische Musikfest, ebenfalls unter Beteiligung der Hofkapelle, in Rostock. Der Klangkörper wurde in Rostock nicht nur durch örtliche Musiker, sondern durch die ebenfalls abgeordnete Neustrelitzer Hofkapelle auf hundert Musiker verstärkt. Hauptereignisse dieses Musikfestes waren Händels Samson und Beethovens 7. Sinfonie. Im Rahmen dieses II. Musikfestes wurde auf dem Universitätsplatz vor der Universität das Blücher-Denkmal feierlich eingeweiht. Das III. Mecklenburgische Musikfest wurde 1820 wieder in Wismar veranstaltet.

## Hoftheaterorchester Schwerin

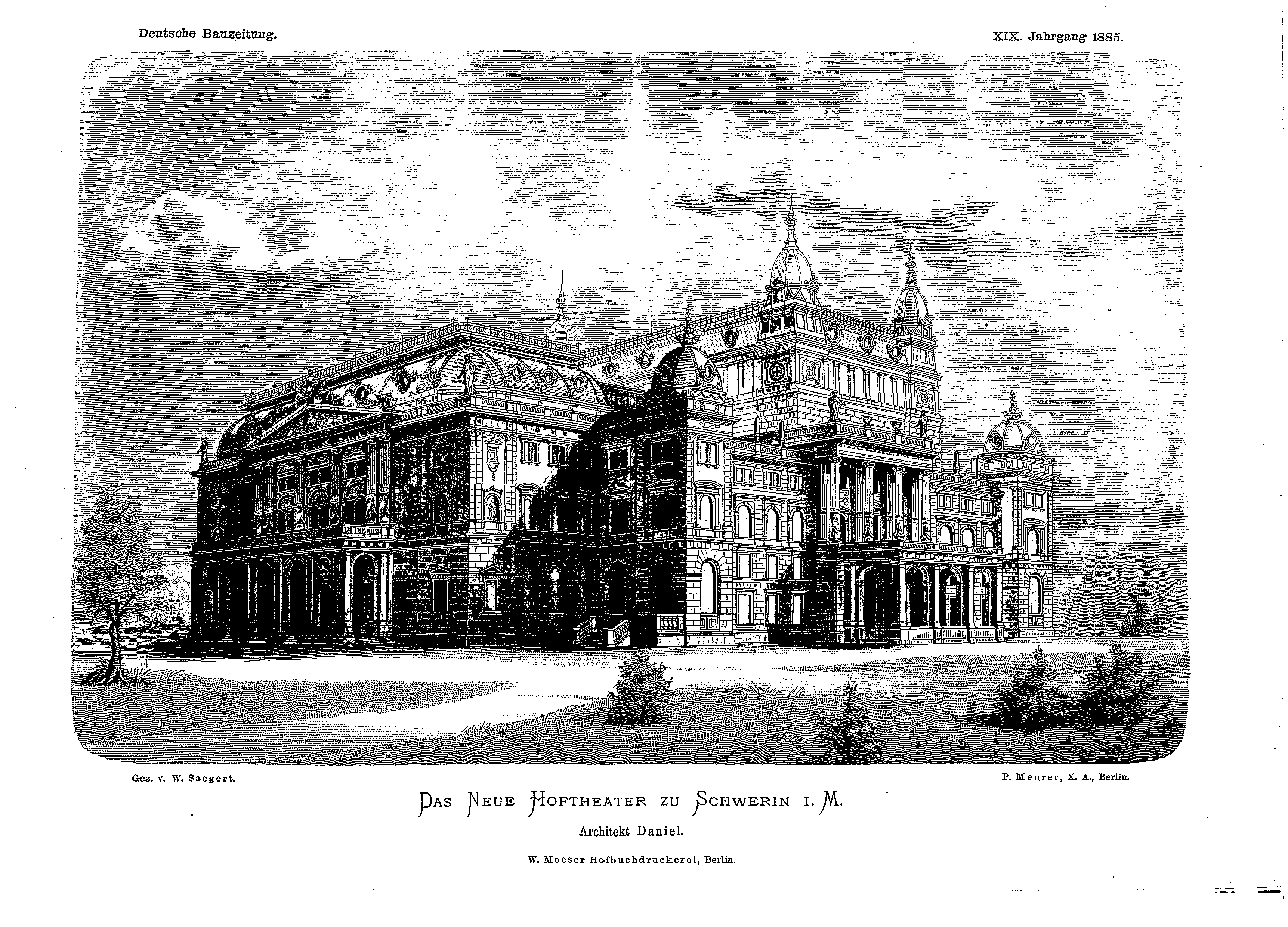
Das neue Hoftheater (1885)

Im Jahre 1837 wurde die Residenz wieder nach Schwerin verlegt und die Kapelle zog in das neu errichtete Hoftheater, welches von Georg Adolf Demmler auf dem Alten Garten gegenüber dem Schloss errichtet worden war. Das inzwischen mit dem Spielort Schwerin fest verbundene Orchester wirkte zwar nicht an dem vom Lübecker Musikdirektor Gottfried Herrmann ins Leben gerufenen I. Norddeutschen Musikfest 1839 in Lübeck mit, aber bei dem 1840 in Schwerin folgenden II. Norddeutschen Musikfest war die Rolle wieder vorgegeben: es soll das größte Chorfest des 19. Jahrhunderts in der Stadt gewesen sein. Allein 300 Sänger wirkten an den Konzerten unter Leitung von Felix Mendelssohn Bartholdy mit. 1856 wurde der Opernkomponist Friedrich von Flotow, gebürtiger Mecklenburger, Intendant des Hoftheaters. Er gewann Georg Alois Schmitt (1827–1902) als neuen Hofkapellmeister, der große Musikfeste organisierte, ein Abonnementsystem einrichtete und bis zu seinem Scheiden 1892 Schwerin zu einem Wallfahrtsort für die norddeutsche Wagner-Gemeinde werden ließ. Unterstützt wurde er von dem Leiter des Schweriner Schlosschors, dem Komponisten und Großherzogl. Musikdirektor Otto Kade (1819–1900). Im Jahr 1882 wurde das Hoftheater bei einem Brand zerstört und 1886 dann als neues Haus wieder eingeweiht. Jetzt war Hermann Zumpe Intendant und Kapellmeister, welcher die Arbeit von Flotow und Schmitt fortsetzte.

## Von der Hofkapelle zur Staatskapelle
Ab 1918 hieß die Hofkapelle Landeskapelle, seit 1926 Mecklenburgische Staatskapelle Schwerin. Die Mecklenburgische Staatskapelle wirkt auch an dem vorletzten der 1816 begonnenen Folge von Musikfesten mit, die unter Gönnerschaft des Landesherrn den Ruf der Landeshauptstadt als Musikstadt so gefestigt hatten. Das 15. und zunächst letzte Mecklenburgische Musikfest fand 1922 statt. Der Generalmusikdirektor Werner Ladwig musste 1932 angesichts rechtsradikaler Ausfälle gegen ihn sein Amt niederlegen. Schwerin war 1945 eine der wenigen Städte, deren Erscheinungsbild weitgehend vom Zweiten Weltkrieg verschont geblieben war und besaß in dieser Zeit ein baulich intaktes, spielfähiges Theater. In Konzerten wurden jetzt auch die bis dato verfemten Kompositionen von Mahler, Schönberg, Prokofjew, Webern, Eisler, Hindemith u. a. gespielt. Die Staatskapelle wurde nun vergrößert. Bedeutende Dirigenten prägten in den folgenden Jahren den Geist und die Seele der Kapelle. Zu nennen sind hier Rudolf Neuhaus, Karl Schubert, Kurt Masur, Heinz Fricke, Hartmut Haenchen, Horia Andreescu und Klaus Tennstedt. Konzerte führten die Staatskapelle zu regionalen Musikfesten und unter anderem nach Berlin, Dresden und Leipzig.

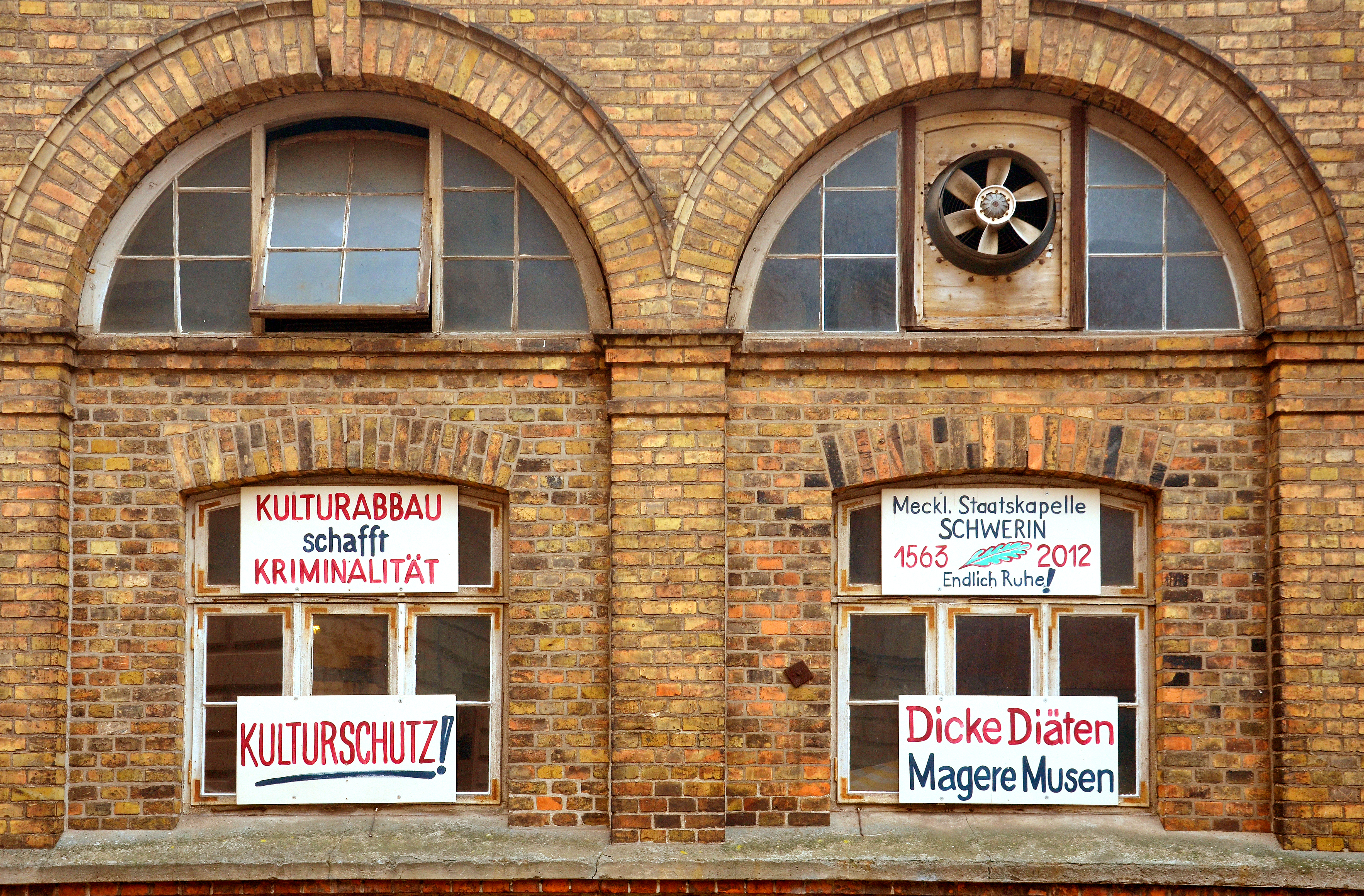
„[…] 1563 [-] 2012 // Endlich Ruhe“; sowie „Dicke Diäten // Magere Musen“; Protesttafeln am Gebäude Theaterstraße 6 in Schwerin

Die sogenannten Wendejahre überstand das Orchester schadlos. 1992 wurde das zweite Orchester der Stadt, die Schweriner Philharmonie, aufgelöst und die Kapelle übernahm 20 Musiker. Trotz teilweisem Verzicht auf tarifliche Bezahlung musste das Orchester im Sommer 1997 achtzehn Stellen abbauen, im Jahr 2000 wurden weitere Stellen gestrichen. Das Orchester hat derzeit eine Planstellenzahl von 68 Musikern.
Mit dem Amtsantritt von GMD Matthias Foremny 2003 stabilisierte sich die Situation des Orchesters, es ist aber nicht auszuschließen, dass die finanzielle Lage der Stadt Schwerin weitere Eingriffe in die personelle Substanz des Orchesters nötig machen kann. Im September des Jahres 2013 einigte sich das Land Mecklenburg und die Staatskapelle, vertreten durch die Deutsche Orchestervereinigung, auf eine schrittweise Verkleinerung des Orchesters bis zum Jahr 2020 auf nur noch 58 Planstellen bei einer Reduzierung der Bezüge um 15,66 Prozent und einer Arbeitszeitverkürzung von 10 Prozent.
Seit 2021 ist Hans-Georg Wegner Generalintendant des Mecklenburgischen Staatstheaters und damit auch der Mecklenburgischen Staatskapelle. Als Generalmusikdirektor folgte auf Foremny Daniel Huppert (2012–2020), der in seiner Amtszeit u. a. Brittens Peter Grimes, Puccinis Tosca und Strauss‘ Rosenkavalier dirigierte. Seit 2020 ist Mark Rohde Generalmusikdirektor der Staatskapelle.

## Chefdirigenten und Generalmusikdirektoren

### Hofkapelle
- David Köler (1532–1565)
- Johannes Flamingus (1571–1572)
- Thomas Mencken (1572–1579) (Kantor)
- Johann Fischer (1701–1704)
- Jean-Baptiste Anet (1709–1710) (Konzertmeister)
- Adolph Carl Kuntzen (1749–1753)
- Johann Wilhelm Hertel (1754–1759) (Konzertmeister)
- Johann Wilhelm Hertel (1761–1767) (Hof- und Capell-Compositeur)
- Carl August Friedrich Westenholz (1767–1789)
- Antonio Rosetti (Franz Anton Rösler) (1789–1792)
- Eligio Celestino (1792–1802) (Konzertmeister)
- Louis Massonneau (1803–1837) (Konzertmeister)
- Carl Christian Leberecht Schmidtgen (1837–1841)
- Heinrich Mühlenbruch (1841–1856)
- Georg Alois Schmitt (1856–1892)
- Carl Gille (1892–1897)
- Hermann Zumpe (1897–1901)
- Paul Prill (1901–1906)
- Willibald Kaehler (1906–1918)

### Landeskapelle (ab 1918)
- Willibald Kaehler (1918–1926)

### Staatskapelle (seit 1926)
- Willibald Kaehler (1926–1931)
- Werner Ladwig (1931–1932)
- Ernst Nobbe (1932–1933)
- Fritz Mechlenburg (1933–1938)
- Hans Gahlenbeck (1938–1944)
- Karl Köhler (1945–1948)
- Hans Gahlenbeck (1948–1950)
- Rudolf Neuhaus (1950–1953)
- Karl Schubert (1953–1958)
- Kurt Masur (1958–1960)
- Heinz Fricke (1960–1962)
- Klaus Tennstedt (1962–1969)
- Jochen Wehner (1970–1973)
- Horst Förster (1973–1975)
- Hartmut Haenchen (1976–1979)
- Hans Peter Richter (1981–1982) (amt.)
- Johannes Winkler (1983–1985)
- Horia Andreescu (1986–1987)
- Fred Buttkewitz (1987–1990)
- Ruslan Raitschew (1990–1992)
- Manfred Hänsel (1992–1993) (amt.)
- Ivan Törzs (1993–2002)
- Jörg Pitschmann (2002–2003) (amt.)
- Matthias Foremny (2003–2012)
- Daniel Huppert (2012–2020)
- Mark Rohde (seit 2020)